# Cap Vendée
Cap Vendée était le réseau de transport régional en Vendée. Depuis le 1er septembre 2017, il est placé sous la responsabilité de la Région Pays de la Loire. Le réseau comporte 15 lignes permanentes ainsi que 47 lignes à vocation scolaire. Deux exploitants, Sovetours et Hervouet France, se partagent l'exploitation du réseau. Le réseau comporte environ 400 cars et conducteurs.
Il est remplacé en 2019 par le réseau régional Aléop, géré par la région Pays de la Loire, qui remplace les réseaux départementaux existants.

## Lignes régulières
Le réseau vendéen comporte 15 lignes régulières, desservant les principales villes de la Vendée, ainsi que les villes voisines de La Rochelle, en Charente-Maritime, et de Cholet, en Maine-et-Loire.
Cap Vendée dessert la Vendée grâce à ses 15 lignes régulières, dont 1 ligne express, la ligne Vendexpress, qui dessert l'axe La Roche-sur-Yon - Challans plus rapidement. Généralement, le service du réseau est renforcé pendant l'été, notamment vers la côte et vers le Puy du Fou.
Les dessertes des lignes sont plutôt faible : la fréquence varie de 1 aller-retour quotidien à 6 allers-retours quotidiens.
Le réseau Cap Vendée n'est pas le seul à desservir le département : on compte également le réseau routier des TER Pays de la Loire, ainsi que les réseaux urbains Impuls'yon et Oléane, desservant respectivement les agglomérations de La Roche-sur-Yon et des Sables-d'Olonne.

### Ligne Vendexpress
| Ligne | Caractéristiques | Caractéristiques                                             | Caractéristiques                                             | Caractéristiques                                             | Caractéristiques                                             | Caractéristiques                                             | Caractéristiques                                             | Caractéristiques                                             | Caractéristiques                                             |
| VX    | Vendexpress | Vendexpress                                                  | Vendexpress                                                  | Vendexpress                                                  | Vendexpress                                                  | Vendexpress                                                  | Vendexpress                                                  | Vendexpress                                                  | Vendexpress                                                  |
| VX    | La Roche-sur-Yon Gare routière/PEM/SNCF ⥋ Challans Gare SNCF | La Roche-sur-Yon Gare routière/PEM/SNCF ⥋ Challans Gare SNCF | La Roche-sur-Yon Gare routière/PEM/SNCF ⥋ Challans Gare SNCF | La Roche-sur-Yon Gare routière/PEM/SNCF ⥋ Challans Gare SNCF | La Roche-sur-Yon Gare routière/PEM/SNCF ⥋ Challans Gare SNCF | La Roche-sur-Yon Gare routière/PEM/SNCF ⥋ Challans Gare SNCF | La Roche-sur-Yon Gare routière/PEM/SNCF ⥋ Challans Gare SNCF | La Roche-sur-Yon Gare routière/PEM/SNCF ⥋ Challans Gare SNCF | La Roche-sur-Yon Gare routière/PEM/SNCF ⥋ Challans Gare SNCF |
| ----- | --- | ------------------------------------------------------------ | ------------------------------------------------------------ | ------------------------------------------------------------ | ------------------------------------------------------------ | ------------------------------------------------------------ | ------------------------------------------------------------ | ------------------------------------------------------------ | ------------------------------------------------------------ |
| VX    | Ouverture / Fermeture — / — | Longueur —                                                   | Durée 46 min                                                 | Nb. d’arrêts 4                                               | Matériel —                                                   | Jours de fonctionnement L, Ma, Me, J, V                      | Jour / Soir / Nuit / Fêtes O / N / N / N                     | Voy. / an —                                                  | Exploitant Sovetours                                         |
| VX    | Desserte : - Villes et lieux desservis : La Roche-sur-Yon, Aizenay, Saint-Christophe-du-Ligneron, Challans. - Gares desservies : Gare de La Roche-sur-Yon, Gare de Challans. |                                                              |                                                              |                                                              |                                                              |                                                              |                                                              |                                                              |                                                              |
| VX    | Autre : - Amplitudes horaires : La ligne circule du lundi au vendredi de 6h45 à 19h16. - Date de dernière mise à jour : 2 septembre 2018.                                    |                                                              |                                                              |                                                              |                                                              |                                                              |                                                              |                                                              |                                                              |
| VX    | Dernière actualisation : — |                                                              |                                                              |                                                              |                                                              |                                                              |                                                              |                                                              |                                                              |

### Lignes 100 à 149
| Ligne     | Caractéristiques | Caractéristiques                                                                               | Caractéristiques                                                                               | Caractéristiques                                                                               | Caractéristiques                                                                               | Caractéristiques                                                                               | Caractéristiques                                                                               | Caractéristiques                                                                               | Caractéristiques                                                                               |
| 109       | La Roche-sur-Yon Gare routière - Rue G. Ramon ⥋ Les Sables-d'Olonne Gares SNCF et routière | La Roche-sur-Yon Gare routière - Rue G. Ramon ⥋ Les Sables-d'Olonne Gares SNCF et routière     | La Roche-sur-Yon Gare routière - Rue G. Ramon ⥋ Les Sables-d'Olonne Gares SNCF et routière     | La Roche-sur-Yon Gare routière - Rue G. Ramon ⥋ Les Sables-d'Olonne Gares SNCF et routière     | La Roche-sur-Yon Gare routière - Rue G. Ramon ⥋ Les Sables-d'Olonne Gares SNCF et routière     | La Roche-sur-Yon Gare routière - Rue G. Ramon ⥋ Les Sables-d'Olonne Gares SNCF et routière     | La Roche-sur-Yon Gare routière - Rue G. Ramon ⥋ Les Sables-d'Olonne Gares SNCF et routière     | La Roche-sur-Yon Gare routière - Rue G. Ramon ⥋ Les Sables-d'Olonne Gares SNCF et routière     | La Roche-sur-Yon Gare routière - Rue G. Ramon ⥋ Les Sables-d'Olonne Gares SNCF et routière     |
| --------- | --- | ---------------------------------------------------------------------------------------------- | ---------------------------------------------------------------------------------------------- | ---------------------------------------------------------------------------------------------- | ---------------------------------------------------------------------------------------------- | ---------------------------------------------------------------------------------------------- | ---------------------------------------------------------------------------------------------- | ---------------------------------------------------------------------------------------------- | ---------------------------------------------------------------------------------------------- |
| 109       | Ouverture / Fermeture — / — | Longueur —                                                                                     | Durée 65 min                                                                                   | Nb. d’arrêts 23                                                                                | Matériel —                                                                                     | Jours de fonctionnement L, Ma, Me, J, V, S                                                     | Jour / Soir / Nuit / Fêtes O / N / N / N                                                       | Voy. / an —                                                                                    | Exploitant Sovetours                                                                           |
| 109       | Desserte : - Villes et lieux desservis : La Roche-sur-Yon, Aubigny-les-Clouzeaux, Nieul-le-Dolent, Grosbreuil, Sainte-Foy, Le Château-d'Olonne, Les Sables-d'Olonne. - Gares desservies : Gare de La Roche-sur-Yon, Gare des Sables-d'Olonne. |                                                                                                |                                                                                                |                                                                                                |                                                                                                |                                                                                                |                                                                                                |                                                                                                |                                                                                                |
| 109       | Autre : - Amplitudes horaires : La ligne circule du lundi au samedi de 6h26 à 19h48. - Date de dernière mise à jour : 2 septembre 2018. |                                                                                                |                                                                                                |                                                                                                |                                                                                                |                                                                                                |                                                                                                |                                                                                                |                                                                                                |
| 109       | Dernière actualisation : — |                                                                                                |                                                                                                |                                                                                                |                                                                                                |                                                                                                |                                                                                                |                                                                                                |                                                                                                |
| 110       | La Roche-sur-Yon Gare routière/PEM/SNCF ⥋ Cholet Gare routière | La Roche-sur-Yon Gare routière/PEM/SNCF ⥋ Cholet Gare routière                                 | La Roche-sur-Yon Gare routière/PEM/SNCF ⥋ Cholet Gare routière                                 | La Roche-sur-Yon Gare routière/PEM/SNCF ⥋ Cholet Gare routière                                 | La Roche-sur-Yon Gare routière/PEM/SNCF ⥋ Cholet Gare routière                                 | La Roche-sur-Yon Gare routière/PEM/SNCF ⥋ Cholet Gare routière                                 | La Roche-sur-Yon Gare routière/PEM/SNCF ⥋ Cholet Gare routière                                 | La Roche-sur-Yon Gare routière/PEM/SNCF ⥋ Cholet Gare routière                                 | La Roche-sur-Yon Gare routière/PEM/SNCF ⥋ Cholet Gare routière                                 |
| 110       | Ouverture / Fermeture — / — | Longueur —                                                                                     | Durée +/- 110 min                                                                              | Nb. d’arrêts 33                                                                                | Matériel —                                                                                     | Jours de fonctionnement L, Ma, Me, J, V, S                                                     | Jour / Soir / Nuit / Fêtes O / N / N / N                                                       | Voy. / an —                                                                                    | Exploitant Sovetours                                                                           |
| 110       | Desserte : - Villes et lieux desservis : La Roche-sur-Yon, La Ferrière, La Merlatière, Essarts en Bocage, Sainte-Florence, Vendrennes, Les Herbiers, Chambretaud, Les Epesses (Puy du Fou) en été, La Gaubretière, La Verrie, Mortagne-sur-Sèvre, Cholet. - Gares desservies : Gare de La Roche-sur-Yon, Gare de Mortagne-sur-Sèvre, Gare routière des Herbiers, Gare routière de Cholet. |                                                                                                |                                                                                                |                                                                                                |                                                                                                |                                                                                                |                                                                                                |                                                                                                |                                                                                                |
| 110       | Autre : - Amplitudes horaires : La ligne circule du lundi au samedi de 5h30 à 20h30. - Particularités : Chaque mercredi en été, la ligne effectue un trajet direct entre la gare routière des Herbiers et le Puy du Fou. - Date de dernière mise à jour : 2 septembre 2018. |                                                                                                |                                                                                                |                                                                                                |                                                                                                |                                                                                                |                                                                                                |                                                                                                |                                                                                                |
| 110       | Dernière actualisation : — |                                                                                                |                                                                                                |                                                                                                |                                                                                                |                                                                                                |                                                                                                |                                                                                                |                                                                                                |
| 120       | La Roche-sur-Yon Gare routière/PEM/SNCF ⥋ Fontenay-le-Comte PEMU / Avenue du Général de Gaulle | La Roche-sur-Yon Gare routière/PEM/SNCF ⥋ Fontenay-le-Comte PEMU / Avenue du Général de Gaulle | La Roche-sur-Yon Gare routière/PEM/SNCF ⥋ Fontenay-le-Comte PEMU / Avenue du Général de Gaulle | La Roche-sur-Yon Gare routière/PEM/SNCF ⥋ Fontenay-le-Comte PEMU / Avenue du Général de Gaulle | La Roche-sur-Yon Gare routière/PEM/SNCF ⥋ Fontenay-le-Comte PEMU / Avenue du Général de Gaulle | La Roche-sur-Yon Gare routière/PEM/SNCF ⥋ Fontenay-le-Comte PEMU / Avenue du Général de Gaulle | La Roche-sur-Yon Gare routière/PEM/SNCF ⥋ Fontenay-le-Comte PEMU / Avenue du Général de Gaulle | La Roche-sur-Yon Gare routière/PEM/SNCF ⥋ Fontenay-le-Comte PEMU / Avenue du Général de Gaulle | La Roche-sur-Yon Gare routière/PEM/SNCF ⥋ Fontenay-le-Comte PEMU / Avenue du Général de Gaulle |
| 120       | Ouverture / Fermeture — / — | Longueur —                                                                                     | Durée 75 min                                                                                   | Nb. d’arrêts 20                                                                                | Matériel —                                                                                     | Jours de fonctionnement L, Ma, Me, J, V, S                                                     | Jour / Soir / Nuit / Fêtes O / N / N / N                                                       | Voy. / an —                                                                                    | Exploitant Sovetours                                                                           |
| 120       | Desserte : - Villes et lieux desservis : La Roche-sur-Yon, La Chaize-le-Vicomte, Fougeré, Bournezeau, Sainte-Hermine, Saint-Etienne-de-Brillouet, Pouillé, Petosse, Fontenay-Le-Comte. - Gare desservie : Gare de La Roche-sur-Yon. |                                                                                                |                                                                                                |                                                                                                |                                                                                                |                                                                                                |                                                                                                |                                                                                                |                                                                                                |
| 120       | Autre : - Amplitudes horaires : La ligne circule du lundi au samedi de 6h15 à 20h00. - Date de dernière mise à jour : 2 septembre 2018. |                                                                                                |                                                                                                |                                                                                                |                                                                                                |                                                                                                |                                                                                                |                                                                                                |                                                                                                |
| 120       | Dernière actualisation : — |                                                                                                |                                                                                                |                                                                                                |                                                                                                |                                                                                                |                                                                                                |                                                                                                |                                                                                                |
| 124 (été) | La Roche-sur-Yon Gare routière/PEM/SNCF ⥋ La Châtaigneraie Place de la République | La Roche-sur-Yon Gare routière/PEM/SNCF ⥋ La Châtaigneraie Place de la République              | La Roche-sur-Yon Gare routière/PEM/SNCF ⥋ La Châtaigneraie Place de la République              | La Roche-sur-Yon Gare routière/PEM/SNCF ⥋ La Châtaigneraie Place de la République              | La Roche-sur-Yon Gare routière/PEM/SNCF ⥋ La Châtaigneraie Place de la République              | La Roche-sur-Yon Gare routière/PEM/SNCF ⥋ La Châtaigneraie Place de la République              | La Roche-sur-Yon Gare routière/PEM/SNCF ⥋ La Châtaigneraie Place de la République              | La Roche-sur-Yon Gare routière/PEM/SNCF ⥋ La Châtaigneraie Place de la République              | La Roche-sur-Yon Gare routière/PEM/SNCF ⥋ La Châtaigneraie Place de la République              |
| 124 (été) | Ouverture / Fermeture — / — | Longueur —                                                                                     | Durée 65 min                                                                                   | Nb. d’arrêts 7                                                                                 | Matériel —                                                                                     | Jours de fonctionnement L, Ma, Me, J, V                                                        | Jour / Soir / Nuit / Fêtes O / N / N / N                                                       | Voy. / an —                                                                                    | Exploitant Sovetours                                                                           |
| 124 (été) | Desserte : - Villes et lieux desservis : La Roche-sur-Yon, Chantonnay, Saint-Mars-des-Prés, Tallud-Sainte-Gemme, Mouilleron-Saint-Germain, Cheffois, La Châtaigneraie. - Gare desservie : Gare de La Roche-sur-Yon. |                                                                                                |                                                                                                |                                                                                                |                                                                                                |                                                                                                |                                                                                                |                                                                                                |                                                                                                |
| 124 (été) | Autre : - Amplitudes horaires : La ligne circule du lundi au vendredi de 7h45 à 20h05. - Particularités : Cette ligne régulière 124 fonctionne uniquement en été. En hiver, 1 aller/retour du lundi au vendredi est organisé pour les scolaires. - Date de dernière mise à jour : 2 septembre 2018.                                                                                       |                                                                                                |                                                                                                |                                                                                                |                                                                                                |                                                                                                |                                                                                                |                                                                                                |                                                                                                |
| 124 (été) | Dernière actualisation : — |                                                                                                |                                                                                                |                                                                                                |                                                                                                |                                                                                                |                                                                                                |                                                                                                |                                                                                                |
| 140       | La Roche-sur-Yon Gare routière/PEM/SNCF ⥋ La Rochelle Gare SNCF | La Roche-sur-Yon Gare routière/PEM/SNCF ⥋ La Rochelle Gare SNCF                                | La Roche-sur-Yon Gare routière/PEM/SNCF ⥋ La Rochelle Gare SNCF                                | La Roche-sur-Yon Gare routière/PEM/SNCF ⥋ La Rochelle Gare SNCF                                | La Roche-sur-Yon Gare routière/PEM/SNCF ⥋ La Rochelle Gare SNCF                                | La Roche-sur-Yon Gare routière/PEM/SNCF ⥋ La Rochelle Gare SNCF                                | La Roche-sur-Yon Gare routière/PEM/SNCF ⥋ La Rochelle Gare SNCF                                | La Roche-sur-Yon Gare routière/PEM/SNCF ⥋ La Rochelle Gare SNCF                                | La Roche-sur-Yon Gare routière/PEM/SNCF ⥋ La Rochelle Gare SNCF                                |
| 140       | Ouverture / Fermeture — / — | Longueur —                                                                                     | Durée 60/90 min                                                                                | Nb. d’arrêts 34                                                                                | Matériel —                                                                                     | Jours de fonctionnement L, Ma, Me, J, V, S                                                     | Jour / Soir / Nuit / Fêtes O / N / N / N                                                       | Voy. / an —                                                                                    | Exploitant Sovetours                                                                           |
| 140       | Desserte : - Villes et lieux desservis : La Roche-sur-Yon, Rives-de-l'Yon, Château-Guibert, Mareuil-sur-Lay-Dissais, Corpe, Luçon, Champagné-les-Marais, Puyravault, Sainte-Radégonde-des-Noyers, Chaillé-les-Marais, Marans, La Rochelle. - Gares desservies : Gare de La Roche-sur-Yon, Gare de Luçon, Gare de La Rochelle.                                                             |                                                                                                |                                                                                                |                                                                                                |                                                                                                |                                                                                                |                                                                                                |                                                                                                |                                                                                                |
| 140       | Autre : - Amplitudes horaires : La ligne circule du lundi au samedi de 6h50 à 19h25. - Particularités : Aucun car n'effectue de mission complète entre La Roche sur Yon et La Rochelle. Il y a en effet 4 a/r par jour entre La Roche sur Yon et Luçon contre 1 a/r entre Luçon et La Rochelle. - Date de dernière mise à jour : 2 septembre 2018.                                        |                                                                                                |                                                                                                |                                                                                                |                                                                                                |                                                                                                |                                                                                                |                                                                                                |                                                                                                |
| 140       | Dernière actualisation : — |                                                                                                |                                                                                                |                                                                                                |                                                                                                |                                                                                                |                                                                                                |                                                                                                |                                                                                                |

### Lignes 150 à 199
| Ligne     | Caractéristiques | Caractéristiques                                                                                   | Caractéristiques                                                                                   | Caractéristiques                                                                                   | Caractéristiques                                                                                   | Caractéristiques                                                                                   | Caractéristiques                                                                                   | Caractéristiques                                                                                   | Caractéristiques                                                                                   |
| 150       | Les Sables-d'Olonne Gares SNCF et routière ⥋ Luçon Gare routière / Rue Travot | Les Sables-d'Olonne Gares SNCF et routière ⥋ Luçon Gare routière / Rue Travot                      | Les Sables-d'Olonne Gares SNCF et routière ⥋ Luçon Gare routière / Rue Travot                      | Les Sables-d'Olonne Gares SNCF et routière ⥋ Luçon Gare routière / Rue Travot                      | Les Sables-d'Olonne Gares SNCF et routière ⥋ Luçon Gare routière / Rue Travot                      | Les Sables-d'Olonne Gares SNCF et routière ⥋ Luçon Gare routière / Rue Travot                      | Les Sables-d'Olonne Gares SNCF et routière ⥋ Luçon Gare routière / Rue Travot                      | Les Sables-d'Olonne Gares SNCF et routière ⥋ Luçon Gare routière / Rue Travot                      | Les Sables-d'Olonne Gares SNCF et routière ⥋ Luçon Gare routière / Rue Travot                      |
| --------- | --- | -------------------------------------------------------------------------------------------------- | -------------------------------------------------------------------------------------------------- | -------------------------------------------------------------------------------------------------- | -------------------------------------------------------------------------------------------------- | -------------------------------------------------------------------------------------------------- | -------------------------------------------------------------------------------------------------- | -------------------------------------------------------------------------------------------------- | -------------------------------------------------------------------------------------------------- |
| 150       | Ouverture / Fermeture — / — | Longueur —                                                                                         | Durée +/- 135 min                                                                                  | Nb. d’arrêts 45                                                                                    | Matériel —                                                                                         | Jours de fonctionnement L, Ma, Me, J, V, S, D                                                      | Jour / Soir / Nuit / Fêtes O / N / N / O                                                           | Voy. / an —                                                                                        | Exploitant Sovetours                                                                               |
| 150       | Desserte : - Villes et lieux desservis : Les Sables-d'Olonne, Château-d'Olonne, Talmont-Saint-Hilaire, Jard-sur-Mer, Saint-Vincent-sur-Jard, Longeville-sur-Mer, La-Tranche-sur-Mer, La Faute-sur-Mer, L'Aiguillon-sur-Mer, Saint-Michel-en-l'Herm, Triaize, Luçon. - Gares desservies : Gare des Sables-d'Olonne, Gare de Luçon. | | | | | | | | |
| 150       | Autre : - Amplitudes horaires : La ligne circule du lundi au samedi de 7h45 à 22h49, et le dimanche de 17h15 à 18h12. - Particularités : Les bus fonctionnant en "dimanche et jours fériés" circulent uniquement du 02 septembre au 31 octobre 2018 et du 1er mai au 05 juillet 2019. - Date de dernière mise à jour : 2 septembre 2018. | | | | | | | | |
| 150       | Dernière actualisation : — | | | | | | | | |
| 154 (été) | Les Sables-d'Olonne Gares SNCF et routière ⥋ Talmont-Saint-Hilaire Place du Payré | Les Sables-d'Olonne Gares SNCF et routière ⥋ Talmont-Saint-Hilaire Place du Payré                  | Les Sables-d'Olonne Gares SNCF et routière ⥋ Talmont-Saint-Hilaire Place du Payré                  | Les Sables-d'Olonne Gares SNCF et routière ⥋ Talmont-Saint-Hilaire Place du Payré                  | Les Sables-d'Olonne Gares SNCF et routière ⥋ Talmont-Saint-Hilaire Place du Payré                  | Les Sables-d'Olonne Gares SNCF et routière ⥋ Talmont-Saint-Hilaire Place du Payré                  | Les Sables-d'Olonne Gares SNCF et routière ⥋ Talmont-Saint-Hilaire Place du Payré                  | Les Sables-d'Olonne Gares SNCF et routière ⥋ Talmont-Saint-Hilaire Place du Payré                  | Les Sables-d'Olonne Gares SNCF et routière ⥋ Talmont-Saint-Hilaire Place du Payré                  |
| 154 (été) | Ouverture / Fermeture — / — | Longueur —                                                                                         | Durée 50 min                                                                                       | Nb. d’arrêts 25                                                                                    | Matériel —                                                                                         | Jours de fonctionnement L, Ma, Me, J, V, S, D                                                      | Jour / Soir / Nuit / Fêtes O / N / N / O                                                           | Voy. / an —                                                                                        | Exploitant Sovetours                                                                               |
| 154 (été) | Desserte : - Villes et lieux desservis : Les Sables-d'Olonne, Château-d'Olonne, Talmont-Saint-Hilaire. - Gare desservie : Gare des Sables-d'Olonne. | | | | | | | | |
| 154 (été) | Autre : - Amplitudes horaires : La ligne fonctionne du lundi au dimanche de 8h30 à 20h. - Particularités : Cette ligne régulière 154 fonctionne uniquement en été. - Date de dernière mise à jour : 2 septembre 2018. | | | | | | | | |
| 154 (été) | Dernière actualisation : — | | | | | | | | |
| 155       | La Roche-sur-Yon Gare routière - Rue G. Ramon ⥋ L'Aiguillon-sur-Mer Boulevard du Communal n°20 bis | La Roche-sur-Yon Gare routière - Rue G. Ramon ⥋ L'Aiguillon-sur-Mer Boulevard du Communal n°20 bis | La Roche-sur-Yon Gare routière - Rue G. Ramon ⥋ L'Aiguillon-sur-Mer Boulevard du Communal n°20 bis | La Roche-sur-Yon Gare routière - Rue G. Ramon ⥋ L'Aiguillon-sur-Mer Boulevard du Communal n°20 bis | La Roche-sur-Yon Gare routière - Rue G. Ramon ⥋ L'Aiguillon-sur-Mer Boulevard du Communal n°20 bis | La Roche-sur-Yon Gare routière - Rue G. Ramon ⥋ L'Aiguillon-sur-Mer Boulevard du Communal n°20 bis | La Roche-sur-Yon Gare routière - Rue G. Ramon ⥋ L'Aiguillon-sur-Mer Boulevard du Communal n°20 bis | La Roche-sur-Yon Gare routière - Rue G. Ramon ⥋ L'Aiguillon-sur-Mer Boulevard du Communal n°20 bis | La Roche-sur-Yon Gare routière - Rue G. Ramon ⥋ L'Aiguillon-sur-Mer Boulevard du Communal n°20 bis |
| 155       | Ouverture / Fermeture — / — | Longueur —                                                                                         | Durée 102 min                                                                                      | Nb. d’arrêts 17                                                                                    | Matériel —                                                                                         | Jours de fonctionnement L, Ma, Me, J, V, S, D                                                      | Jour / Soir / Nuit / Fêtes O / N / N / O                                                           | Voy. / an —                                                                                        | Dépôt —                                                                                            |
| 155       | Desserte : - Villes et lieux desservis : La Roche-sur-Yon, La Boissière-des-Landes, Moutiers-les-Mauxfaits, Le Bernard, La Jonchère, Saint-Benoist-sur-Mer, Angles, La Tranche-sur-Mer, La Faute-sur-Mer, L'Aiguillon-sur-Mer. - Gare desservie : Gare de La Roche-sur-Yon. | | | | | | | | |
| 155       | Autre : - Amplitudes horaires : La ligne circule du lundi au vendredi de 6h05 à 22h05, le samedi de 7h20 à 18h25 et le dimanche de 14h55 à 18h25. - Particularités : Les bus fonctionnant en "dimanche et jours fériés" circulent uniquement du 02 septembre au 31 octobre 2018 et du 1er avril au 05 juillet 2019 dans le sens L'Aiguillon-sur-Mer vers La Roche-sur-Yon. - Date de dernière mise à jour : 2 septembre 2018. | | | | | | | | |
| 155       | Dernière actualisation : — | | | | | | | | |
| 168       | Les Sables-d'Olonne Gare SNCF et routière ⥋ La Barre-de-Monts Port Fromentine | Les Sables-d'Olonne Gare SNCF et routière ⥋ La Barre-de-Monts Port Fromentine                      | Les Sables-d'Olonne Gare SNCF et routière ⥋ La Barre-de-Monts Port Fromentine                      | Les Sables-d'Olonne Gare SNCF et routière ⥋ La Barre-de-Monts Port Fromentine                      | Les Sables-d'Olonne Gare SNCF et routière ⥋ La Barre-de-Monts Port Fromentine                      | Les Sables-d'Olonne Gare SNCF et routière ⥋ La Barre-de-Monts Port Fromentine                      | Les Sables-d'Olonne Gare SNCF et routière ⥋ La Barre-de-Monts Port Fromentine                      | Les Sables-d'Olonne Gare SNCF et routière ⥋ La Barre-de-Monts Port Fromentine                      | Les Sables-d'Olonne Gare SNCF et routière ⥋ La Barre-de-Monts Port Fromentine                      |
| 168       | Ouverture / Fermeture — / — | Longueur —                                                                                         | Durée +/- 105 min                                                                                  | Nb. d’arrêts 45                                                                                    | Matériel —                                                                                         | Jours de fonctionnement L, Ma, Me, J, V, S, D                                                      | Jour / Soir / Nuit / Fêtes O / N / N / O                                                           | Voy. / an —                                                                                        | Exploitant Sovetours                                                                               |
| 168       | Desserte : - Villes et lieux desservis : Les Sables-d'Olonne, Olonne-sur-Mer, L'Ile-d'Olonne, Brem-sur-Mer, Brétignolles-sur-Mer, Givrand, Saint-Gilles-Croix-de-Vie, Saint-Hilaire-de-Riez, Saint-Jean-de-Monts, Notre-Dame-de-Monts, La Barre-de-Monts. - Gares desservies : Gare des Sables-d'Olonne, Gare de Saint-Gilles-Croix-de-Vie, Gare de Saint-Hilaire-de-Riez. | | | | | | | | |
| 168       | Autre : - Amplitudes horaires : La ligne circule du lundi au vendredi de 6h00 à 19h58, le samedi de 8h00 à 19h34 et le dimanche de 9h30 à 19h06. La ligne est prolongée jusqu'à 21h20 le vendredi soir. - Particularités : - Les bus fonctionnant en "dimanche et jours fériés" circulent uniquement du 02 septembre au 31 octobre 2018 et du 1er avril au 05 juillet 2019. - Durant l'été, sur les communes de Saint-Gilles-Croix-de-Vie, Saint-Hilaire-de-Riez et Saint-Jean-de-Monts, une tarification spéciale unique à 0,50 € le ticket est en place (service estival de navette "La Littorale" jusqu'à La Barre-de-Monts. - Date de dernière mise à jour : 2 septembre 2018. | | | | | | | | |
| 168       | Dernière actualisation : — | | | | | | | | |
| 170       | Challans Gare SNCF ⥋ La Barre-de-Monts Port Fromentine | Challans Gare SNCF ⥋ La Barre-de-Monts Port Fromentine                                             | Challans Gare SNCF ⥋ La Barre-de-Monts Port Fromentine                                             | Challans Gare SNCF ⥋ La Barre-de-Monts Port Fromentine                                             | Challans Gare SNCF ⥋ La Barre-de-Monts Port Fromentine                                             | Challans Gare SNCF ⥋ La Barre-de-Monts Port Fromentine                                             | Challans Gare SNCF ⥋ La Barre-de-Monts Port Fromentine                                             | Challans Gare SNCF ⥋ La Barre-de-Monts Port Fromentine                                             | Challans Gare SNCF ⥋ La Barre-de-Monts Port Fromentine                                             |
| 170       | Ouverture / Fermeture — / — | Longueur —                                                                                         | Durée 60 min                                                                                       | Nb. d’arrêts 21                                                                                    | Matériel —                                                                                         | Jours de fonctionnement L, Ma, Me, J, V, S, D                                                      | Jour / Soir / Nuit / Fêtes O / N / N / O                                                           | Voy. / an —                                                                                        | Exploitant Sovetours                                                                               |
| 170       | Desserte : - Villes et lieux desservis : Challans, Le Perrier, Saint-Jean-de-Monts, Notre-Dame-de-Monts, La Barre-de-Monts. - Gare desservie : Gare de Challans. | | | | | | | | |
| 170       | Autre : - Amplitudes horaires : La ligne circule du lundi au vendredi de 6h39 à 19h29, le samedi de 6h40 à 20h35 et le dimanche de 8h39 à 19h41. - Particularités : - Les horaires de cette lignes 170 sont liés à ceux de la ligne 12 du TER Pays de la Loire reliant Saint-Jean-de-Monts à Nantes par Challans. La tarification TER/SNCF est donc acceptée sur la ligne 170 entre Challans et Saint-Jean-de-Monts. - Durant l'été, sur les communes de Saint-Jean-de-Monts, Notre-Dame-de-Monts et La Barre-de-Monts, une tarification spéciale unique à 0,50 € le ticket est en place (service estival de navette "La Littorale" jusqu'à Saint-Gilles-Croix-de-Vie. - Une correspondance avec le port de Fromentine vers l'Île d'Yeu est possible. - Date de dernière mise à jour : 16 août 2018. | | | | | | | | |
| 170       | Dernière actualisation : — | | | | | | | | |
| 171       | La Roche-sur-Yon Gare routière - Rue G. Ramon ⥋ Noirmoutier-en-l'Île Port - L'Herbaudière | La Roche-sur-Yon Gare routière - Rue G. Ramon ⥋ Noirmoutier-en-l'Île Port - L'Herbaudière          | La Roche-sur-Yon Gare routière - Rue G. Ramon ⥋ Noirmoutier-en-l'Île Port - L'Herbaudière          | La Roche-sur-Yon Gare routière - Rue G. Ramon ⥋ Noirmoutier-en-l'Île Port - L'Herbaudière          | La Roche-sur-Yon Gare routière - Rue G. Ramon ⥋ Noirmoutier-en-l'Île Port - L'Herbaudière          | La Roche-sur-Yon Gare routière - Rue G. Ramon ⥋ Noirmoutier-en-l'Île Port - L'Herbaudière          | La Roche-sur-Yon Gare routière - Rue G. Ramon ⥋ Noirmoutier-en-l'Île Port - L'Herbaudière          | La Roche-sur-Yon Gare routière - Rue G. Ramon ⥋ Noirmoutier-en-l'Île Port - L'Herbaudière          | La Roche-sur-Yon Gare routière - Rue G. Ramon ⥋ Noirmoutier-en-l'Île Port - L'Herbaudière          |
| 171       | Ouverture / Fermeture — / — | Longueur —                                                                                         | Durée 165 min                                                                                      | Nb. d’arrêts 37                                                                                    | Matériel —                                                                                         | Jours de fonctionnement L, Ma, Me, J, V, S, D                                                      | Jour / Soir / Nuit / Fêtes O / N / N / O                                                           | Voy. / an —                                                                                        | Exploitant Sovetours                                                                               |
| 171       | Desserte : - Villes et lieux desservis : La Roche-sur-Yon, Aizenay, Saint-Christophe-du-Ligneron, Challans, Sallertaine, Saint-Gervais, Beauvoir-sur-Mer, La Barre-de-Monts, Barbâtre, La Guérinière, L'Épine, Noirmoutier-en-l'Île. - Gares desservies : Gare de La Roche-sur-Yon, Gare de Challans. | | | | | | | | |
| 171       | Autre : - Amplitudes horaires : La ligne circule du lundi au vendredi de 5h55 à 19h52, le samedi de 8h26 à 20h05 et le dimanche de 15h46 à 16h45. - Particularités : - Les bus fonctionnant en "dimanche et jours fériés" circulent uniquement du 02 septembre au 31 octobre 2018 et du 1er mai au 05 juillet 2019. - Sur les communes de l'Île de Noirmoutier, une tarification unique à 0,50 € le ticket est en place durant l'été (service estival "Bus de L'Île"). - Une correspondance avec le port de Fromentine vers l'Île d'Yeu est possible. - Date de dernière mise à jour : 2 septembre 2018. | | | | | | | | |
| 171       | Dernière actualisation : — | | | | | | | | |
| 172       | La Roche-sur-Yon Gare routière - rue G. Ramon ⥋ Saint-Jean-de-Monts Gare routière | La Roche-sur-Yon Gare routière - rue G. Ramon ⥋ Saint-Jean-de-Monts Gare routière                  | La Roche-sur-Yon Gare routière - rue G. Ramon ⥋ Saint-Jean-de-Monts Gare routière                  | La Roche-sur-Yon Gare routière - rue G. Ramon ⥋ Saint-Jean-de-Monts Gare routière                  | La Roche-sur-Yon Gare routière - rue G. Ramon ⥋ Saint-Jean-de-Monts Gare routière                  | La Roche-sur-Yon Gare routière - rue G. Ramon ⥋ Saint-Jean-de-Monts Gare routière                  | La Roche-sur-Yon Gare routière - rue G. Ramon ⥋ Saint-Jean-de-Monts Gare routière                  | La Roche-sur-Yon Gare routière - rue G. Ramon ⥋ Saint-Jean-de-Monts Gare routière                  | La Roche-sur-Yon Gare routière - rue G. Ramon ⥋ Saint-Jean-de-Monts Gare routière                  |
| 172       | Ouverture / Fermeture — / — | Longueur —                                                                                         | Durée 85 min                                                                                       | Nb. d’arrêts 19                                                                                    | Matériel —                                                                                         | Jours de fonctionnement L, Ma, Me, J, V, S, D                                                      | Jour / Soir / Nuit / Fêtes O / N / N / N                                                           | Voy. / an —                                                                                        | Exploitant Sovetours                                                                               |
| 172       | Desserte : - Villes et lieux desservis : La Roche-sur-Yon, Aizenay, Coëx, Saint-Révérend, Saint-Gilles-Croix-de-Vie, Saint-Hilaire-de-Riez, Saint-Jean-de-Monts. - Gares desservies : Gare de La Roche-sur-Yon, Gare de Saint-Gilles-Croix-de-Vie, Gare de Saint-Hilaire-de-Riez. | | | | | | | | |
| 172       | Autre : - Amplitudes horaires : La ligne circule du lundi au vendredi de 6h04 à 19h54 et le samedi de 10h40 à 19h09. - Date de dernière mise à jour : 2 septembre 2018. | | | | | | | | |
| 172       | Dernière actualisation : — | | | | | | | | |
| 180       | La Roche-sur-Yon Gare routière/PEM/SNCF ⥋ Nantes Gare SNCF Sud - Rue Marcel Paul | La Roche-sur-Yon Gare routière/PEM/SNCF ⥋ Nantes Gare SNCF Sud - Rue Marcel Paul                   | La Roche-sur-Yon Gare routière/PEM/SNCF ⥋ Nantes Gare SNCF Sud - Rue Marcel Paul                   | La Roche-sur-Yon Gare routière/PEM/SNCF ⥋ Nantes Gare SNCF Sud - Rue Marcel Paul                   | La Roche-sur-Yon Gare routière/PEM/SNCF ⥋ Nantes Gare SNCF Sud - Rue Marcel Paul                   | La Roche-sur-Yon Gare routière/PEM/SNCF ⥋ Nantes Gare SNCF Sud - Rue Marcel Paul                   | La Roche-sur-Yon Gare routière/PEM/SNCF ⥋ Nantes Gare SNCF Sud - Rue Marcel Paul                   | La Roche-sur-Yon Gare routière/PEM/SNCF ⥋ Nantes Gare SNCF Sud - Rue Marcel Paul                   | La Roche-sur-Yon Gare routière/PEM/SNCF ⥋ Nantes Gare SNCF Sud - Rue Marcel Paul                   |
| 180       | Ouverture / Fermeture — / — | Longueur —                                                                                         | Durée 105 min                                                                                      | Nb. d’arrêts 39                                                                                    | Matériel —                                                                                         | Jours de fonctionnement L, Ma, Me, J, V, S                                                         | Jour / Soir / Nuit / Fêtes O / N / N / N                                                           | Voy. / an —                                                                                        | Exploitant Sovetours                                                                               |
| 180       | Desserte : - Villes et lieux desservis : La Roche-sur-Yon, Le Poiré-sur-Vie, Bellevigny, Les Lucs-sur-Boulogne, Rocheservière, Saint-Philbert-de-Bouaine, Geneston, Le Bignon, Pont-Saint-Martin, Les Sorinières, Rezé, Nantes. - Gares desservies : Gare de La Roche-sur-Yon, Gare de Nantes. | | | | | | | | |
| 180       | Autre : - Amplitudes horaires : La ligne circule du lundi au vendredi de 5h52 à 21h50, et le samedi de 6h17 à 18h45. - Date de dernière mise à jour : 2 septembre 2018. | | | | | | | | |
| 180       | Dernière actualisation : — | | | | | | | | |
| 184       | La Roche-sur-Yon Gare routière - Rue G. Ramon ⥋ Les Lucs-sur-Boulogne Place Sénéchal | La Roche-sur-Yon Gare routière - Rue G. Ramon ⥋ Les Lucs-sur-Boulogne Place Sénéchal               | La Roche-sur-Yon Gare routière - Rue G. Ramon ⥋ Les Lucs-sur-Boulogne Place Sénéchal               | La Roche-sur-Yon Gare routière - Rue G. Ramon ⥋ Les Lucs-sur-Boulogne Place Sénéchal               | La Roche-sur-Yon Gare routière - Rue G. Ramon ⥋ Les Lucs-sur-Boulogne Place Sénéchal               | La Roche-sur-Yon Gare routière - Rue G. Ramon ⥋ Les Lucs-sur-Boulogne Place Sénéchal               | La Roche-sur-Yon Gare routière - Rue G. Ramon ⥋ Les Lucs-sur-Boulogne Place Sénéchal               | La Roche-sur-Yon Gare routière - Rue G. Ramon ⥋ Les Lucs-sur-Boulogne Place Sénéchal               | La Roche-sur-Yon Gare routière - Rue G. Ramon ⥋ Les Lucs-sur-Boulogne Place Sénéchal               |
| 184       | Ouverture / Fermeture — / — | Longueur —                                                                                         | Durée 40 min                                                                                       | Nb. d’arrêts 10                                                                                    | Matériel —                                                                                         | Jours de fonctionnement L, Ma, Me, J, V                                                            | Jour / Soir / Nuit / Fêtes O / N / N / N                                                           | Voy. / an —                                                                                        | Exploitant Sovetours                                                                               |
| 184       | Desserte : - Villes et lieux desservis : La Roche-sur-Yon, Mouilleron-le-Captif, Le Poiré-sur-Vie, Beaufou, Les Lucs-sur-Boulogne. - Gare desservie : Gare de La Roche-sur-Yon. | | | | | | | | |
| 184       | Autre : - Amplitudes horaires : La ligne circule du lundi au vendredi de 7h40 à 18h28. - Date de dernière mise à jour : 2 septembre 2018. | | | | | | | | |
| 184       | Dernière actualisation : — | | | | | | | | |

### Lignes 200 à 299
| Ligne | Caractéristiques | Caractéristiques                                                                 | Caractéristiques                                                                 | Caractéristiques                                                                 | Caractéristiques                                                                 | Caractéristiques                                                                 | Caractéristiques                                                                 | Caractéristiques                                                                 | Caractéristiques                                                                 |
| 270   | Nantes Gare SNCF Sud - Rue Marcel Paul ⥋ Les Herbiers Gare routière | Nantes Gare SNCF Sud - Rue Marcel Paul ⥋ Les Herbiers Gare routière              | Nantes Gare SNCF Sud - Rue Marcel Paul ⥋ Les Herbiers Gare routière              | Nantes Gare SNCF Sud - Rue Marcel Paul ⥋ Les Herbiers Gare routière              | Nantes Gare SNCF Sud - Rue Marcel Paul ⥋ Les Herbiers Gare routière              | Nantes Gare SNCF Sud - Rue Marcel Paul ⥋ Les Herbiers Gare routière              | Nantes Gare SNCF Sud - Rue Marcel Paul ⥋ Les Herbiers Gare routière              | Nantes Gare SNCF Sud - Rue Marcel Paul ⥋ Les Herbiers Gare routière              | Nantes Gare SNCF Sud - Rue Marcel Paul ⥋ Les Herbiers Gare routière              |
| ----- | --- | -------------------------------------------------------------------------------- | -------------------------------------------------------------------------------- | -------------------------------------------------------------------------------- | -------------------------------------------------------------------------------- | -------------------------------------------------------------------------------- | -------------------------------------------------------------------------------- | -------------------------------------------------------------------------------- | -------------------------------------------------------------------------------- |
| 270   | Ouverture / Fermeture — / — | Longueur —                                                                       | Durée +/- 90 min                                                                 | Nb. d’arrêts 20                                                                  | Matériel —                                                                       | Jours de fonctionnement L, Ma, Me, J, V, S                                       | Jour / Soir / Nuit / Fêtes O / N / N / N                                         | Voy. / an —                                                                      | Exploitant Hervouet France                                                       |
| 270   | Desserte : - Villes et lieux desservis : Nantes, Aigrefeuille-sur-Maine, Remouillé, Saint-Hilaire-de-Loulay, Montaigu, Treize-Septiers, La Guyonnière, La Boissière-de-Montaigu, Bazoges-en-Paillers, Beaurepaire, Les Herbiers. - Gares desservies : Gare de Nantes, Gare de Montaigu. |                                                                                  |                                                                                  |                                                                                  |                                                                                  |                                                                                  |                                                                                  |                                                                                  |                                                                                  |
| 270   | Autre : - Amplitudes horaires : La ligne circule du lundi au samedi de 5h55 à 20h45. - Date de dernière mise à jour : 2 septembre 2018. |                                                                                  |                                                                                  |                                                                                  |                                                                                  |                                                                                  |                                                                                  |                                                                                  |                                                                                  |
| 270   | Dernière actualisation : — |                                                                                  |                                                                                  |                                                                                  |                                                                                  |                                                                                  |                                                                                  |                                                                                  |                                                                                  |
| 290   | Nantes Gare SNCF Sud - Rue Marcel Paul ⥋ La Châtaigneraie Place de la République | Nantes Gare SNCF Sud - Rue Marcel Paul ⥋ La Châtaigneraie Place de la République | Nantes Gare SNCF Sud - Rue Marcel Paul ⥋ La Châtaigneraie Place de la République | Nantes Gare SNCF Sud - Rue Marcel Paul ⥋ La Châtaigneraie Place de la République | Nantes Gare SNCF Sud - Rue Marcel Paul ⥋ La Châtaigneraie Place de la République | Nantes Gare SNCF Sud - Rue Marcel Paul ⥋ La Châtaigneraie Place de la République | Nantes Gare SNCF Sud - Rue Marcel Paul ⥋ La Châtaigneraie Place de la République | Nantes Gare SNCF Sud - Rue Marcel Paul ⥋ La Châtaigneraie Place de la République | Nantes Gare SNCF Sud - Rue Marcel Paul ⥋ La Châtaigneraie Place de la République |
| 290   | Ouverture / Fermeture — / — | Longueur —                                                                       | Durée 180 (aller) et 160 (retour) min                                            | Nb. d’arrêts 39                                                                  | Matériel —                                                                       | Jours de fonctionnement L, Ma, Me, J, V, S                                       | Jour / Soir / Nuit / Fêtes O / N / N / N                                         | Voy. / an —                                                                      | Exploitant Sovetours                                                             |
| 290   | Desserte : - Villes et lieux desservis : Nantes, Le Bignon, Château-Thébaud, Aigrefeuille-sur-Maine, Remouillé, Saint-Hilaire-de-Loulay, Montaigu, Saint-Georges-de-Montaigu, Chavagnes-en-Paillers, Saint-Fulgent, Saint-André-Goule-d'Oie, Essarts en Bocage, Saint-Vincent-Sterlanges, Chantonnay, Tallud-Sainte-Gemme, Mouilleron-Saint-Germain, Cheffois, La Châtaigneraie. - Gares desservies : Gare de Nantes, Gare de Chantonnay. |                                                                                  |                                                                                  |                                                                                  |                                                                                  |                                                                                  |                                                                                  |                                                                                  |                                                                                  |
| 290   | Autre : - Amplitudes horaires : La ligne circule du lundi au samedi de 7h45 à 18h50. - Date de dernière mise à jour : 2 septembre 2018. |                                                                                  |                                                                                  |                                                                                  |                                                                                  |                                                                                  |                                                                                  |                                                                                  |                                                                                  |
| 290   | Dernière actualisation : — |                                                                                  |                                                                                  |                                                                                  |                                                                                  |                                                                                  |                                                                                  |                                                                                  |                                                                                  |